# Douglas Silva Bacelar
Douglas Silva Bacelar známý zkráceně jako Douglas (* 4. dubna 1990, São Paulo, Brazílie) je brazilský fotbalový obránce, který v současné době hraje za klub Dněpr Dněpropetrovsk v nejvyšší ukrajinské soutěži Premier Liha. Hraje na postu stopera (středního obránce).

## Klubová kariéra
S Dněprem se dostal do finále Evropské ligy 2014/15 proti španělskému týmu Sevilla FC, v němž jeho klub podlehl soupeři 2:3.